# Kaple Božího milosrdenství (Minkovice)
Kaple Božího milosrdenství v Minkovicích je nevelkou empírovou sakrální stavbou z 19. století původně zasvěcenou sv. Janu Nepomuckému. Kaple je obdélná s průčelním štítem, sklenuta plackou. Na oltáři se v 80. letech 20. století nacházela hrubá klasicistní kopie náhrobku sv. Jana Nepomuckého v chrámu sv. Víta v Praze. Ve 21. století stojí obklopena novostavbami rodinných domků.

## Historie
Po II. světové válce kaple postupně chátrala a hrozilo, že bude zbořena stejně jako barokní kaple v sousedních Šimonovicích. S první větší opravou kaple se začalo až v roce 1995, avšak oprava nebyla dokončena. V roce 2010 byla navázána nová spolupráce mezi farností Dlouhý Most, která do níž sice osada Minkovice přímo nepatří, ale je nedaleko, a obcí Šimonovice, jejíž součástí je osada Minkovice, ale která naopak spadá do farnosti Dlouhý Most. Nejdříve se podařilo opravit kříž v Šimonovicích a poté se v roce 2014 začala obec Šimonovice jako vlastník kaple zabývat opravou minkovické kaple. Obec zorganizovala opravu kaple s využitím dotace z Ministerstva pro místní rozvoj ČR. V průběhu let 2014-2015 kaple získala novou střechu, nová okna a dveře. Kolem bylo nově uděláno odvodnění. Oprava se podařila dokončit na podzim roku 2015 a otevřena po rekonstrukci byla 7. listopadu 2015. O Vánocích 2015 bylo do kaple doneseno ministranty z dlouhomostecké farnosti Betlémské světlo.
V průběhu Svatého roku milosrdenství vznikl nápad administrátora in materialibus jáhna Michala Olekšáka zasvětit kapli Božímu milosrdenství, které provedl za přítomnosti hejtmana Libereckého kraje Martina Půty o Neděli Božího milosrdenství 3. dubna 2016 litoměřický biskup Jan Baxant.

## Architektura
Jedná se o obdélnou kapličku s průčelním štítem, která je sklenuta plackou. Na oltáři se v 80. letech 20. století nacházela hrubá klasicistní kopie náhrobku sv. Jana Nepomuckého v chrámu sv. Víta v Praze.